# Greenvolt
Greenvolt ist ein portugiesisches Unternehmen, das 2002 gegründet wurde und hauptsächlich im Bereich erneuerbare Energien agiert. Es ist an der Portugiesischen Börse am PSI 20 notiert und gelistet. In den drei Bereichen Nachhaltige Biomasse, Wind- und Solarparks und dezentrale Erzeugung ist das Unternehmen aktiv.

## Geschichte
Unter der Führung von João Manso Neto wurde Greenvolt 2021 aus einer ehemaligen Tochtergesellschaft der Altri Gruppe geformt. Diese hieß ursprünglich Bioelectrica da Foz. Im selben Jahr konnten 30 % des Kapitals über einen Börsengang an der Portugiesischen Börse PSI gelistet werden. Im Gründungsjahr übernahm man außerdem V-Ridium und beteiligte sich an Perfecta Energia und Profit Energy. Im Jahr 2022 beteiligte man sich an der deutschen Max Solar und übernahm 50 % der Anteile von Univergy. 2023 stieg man in den irischen Markt ein, indem man sich knapp über 50 % der Anteile an Enerpower sicherte. Ebenfalls kaufte man einen 75 % Anteil an Iberico Renovables.

## Eigentumsverhältnisse
Per Ende 2023 sind die größten Anteilseigner:
- Promendo Investimentos (12.59%)
- Caderno Azul (11.21%)
- Actium Capital (11.00%)
- Livrefluxo (10.55%)
- V-Ridium (9.57)
- 1-Thing Investments (7.08%)

Während sich knapp 38 % im Freefloat befinden.